# Востоков, Иван Анатольевич
Ива́н Анато́льевич Восто́ков (4 [16] января 1840, Ярославль — 21 января [2 февраля] 1898) — российский астроном.

## Биография
В 1863 году окончил Санкт-Петербургский университет кандидатом математических наук — ученик А. Н. Савича. В 1863—1865 годах работал в Пулковской обсерватории. В 1865 году командирован на 2 года за границу. В 1869 году — доктор астрономии. С 1869 года — директор и профессор Варшавской обсерватории; перестроил и расширил её, установил в ней меридианный круг.

## Научная деятельность
Основные научные работы относятся к небесной механике.
Изучал способы определения орбит, дифференциальные уравнения возмущённого движения планет и разложение пертурбационной функции в ряд по степеням эксцентриситета. Усовершенствовал метод определения орбиты небесного тела, предложенный Ж. Л. Лагранжем, сделав его пригодным для практических вычислений; впоследствии этот метод переоткрыли К. Шарлье и А. Андуайе.

### Научные труды
- «Дифференциальные уравнения и их интегралы, определяющие возмущения в движении светила» (Санкт-Петербург, 1865);
- «О разложении пертурбационной функции в ряд по синусам и косинусам краткой эксцентрической аномалии» (Санкт-Петербург, 1869);
- «О способе Ольберса для определения элементов параболической орбиты» (Варшава, 1873).